# 圣安东尼奥-杜阿拉坎瓜
圣安东尼奥-杜阿拉坎瓜是巴西圣保罗州的一个市镇。总面积1306.082平方公里，总人口7036人，人口密度5.4人/平方公里。